# Fékhorog

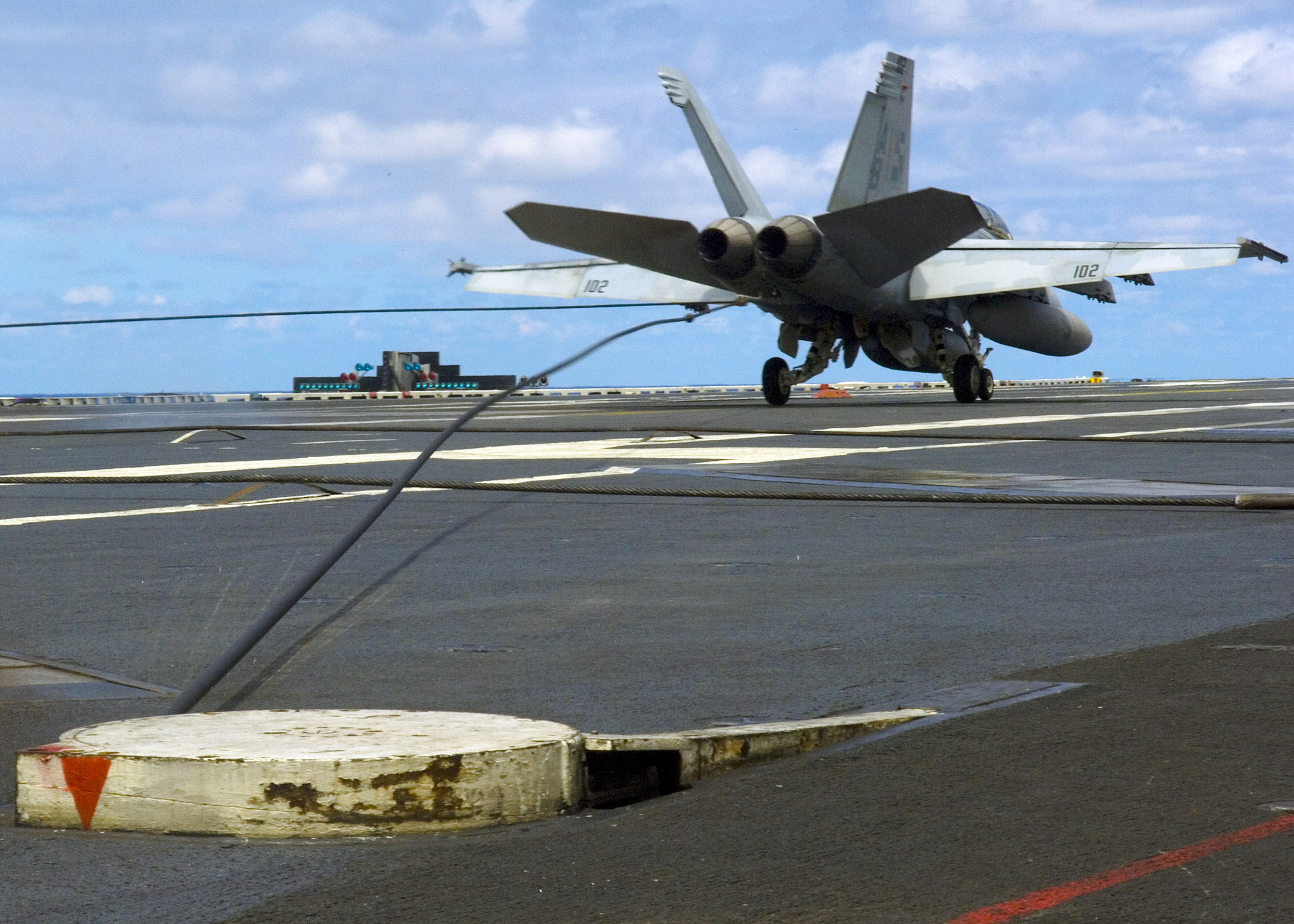
Amerikai F/A–18 Hornet leszállása repülőgép-hordozóra, a fékhorog már beleakadt a fékezőkábelbe, és magával húzza, miközben az a gépet fékezi

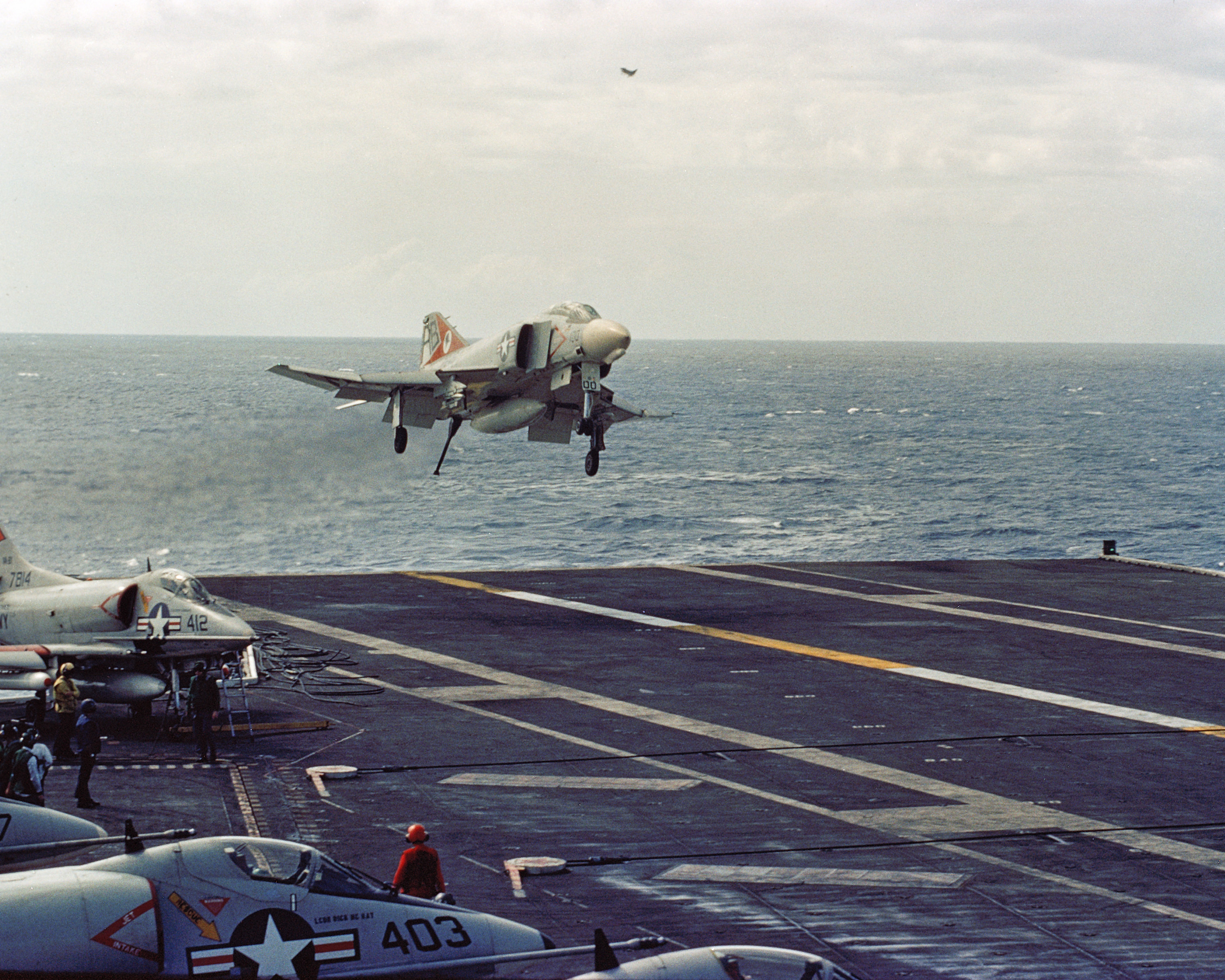
F–4B Phantom II bejövetele a USS John F. Kennedy repülőgép-hordozóra. A gép törzsének végén a nyitott fékhorog, a szárnyak kilépőélein a szintén nyitott fékszárnyak, a leszállófedélzeten keresztben pedig az első két fékezőkábel látszik. Az előtérben A–4 Skyhawkok, a háttérben pedig a pályatengelyre ráforduló következő leszálló gép is látszik.

A fékhorog katonai repülőgépekre épített berendezés, melynek segítségével a leszállásnál a kifutási úthossz drasztikusan, mintegy 100 méterre csökkenthető. A földet érés után a gépből korábban kiengedett fékhorog futópályán keresztben fekvő rugalmasan rögzített fékezőkábelek egyikébe beakad, és rövid kifutás után megáll. Jellemzően a repülőgép-hordozókra történő leszállásnál alkalmazzák (CATOBAR / STOBAR), de alkalmas a szárazföldön, meghibásodott (fékezésre képtelen, vagy a felhajtóerőt termelő felületek sérülése miatt a szokottnál jóval nagyobb sebességgel érkező) repülőgépek megállítására is.